# Кичево
Вижте пояснителната страница за други значения на Кичево.
Кичево (понякога Кичово, наричан до XX век също и Кърчово, на македонска литературна норма: Кичево; на албански: Kërçova, Кърчова) е град в Северна Македония.

## География
Разположен е в средната част на западната част на Северна Македония, в Кичевската котловина край югоизточните склонове на планината Бистра. От Скопие Кичево е отдалечено на 112 km, а се намира на около половината път между Гостивар (46 km) и Охрид (61 km).

## История

### Средновековие
Кичево се споменава от началото на XI век като един от градовете на Охридската епархия. Съществуват обаче и сведения, според които Кичево е съществувало като населено място още в ІХ век. В своята първа грамота от 1019 г. Василий Българоубиец повелява на охридския архиепископ да има като своя епархия градовете Охрид, Преспа, Мокра и Кичево. От XII век Кичево, заедно с Дебър, образува отделна епархия и влиза в диоцеза на Охридската архиепископия до самото ѝ унищожение (1767 г.).

### В Османската империя
Градът е завладян от османския пълководец Лала Шахин в 1385 година. Първоначално няма големи промени в демографската картина на населението, но по-късно, под влияние на Халветийския и Бекташкия тарикат, броят на мюсюлманското население в Кичево се увеличава значително.
В края на XV век Кърчова е център на вилает.
В ΧΙΧ век Кичево е българо-помашко градче, център на каза в Османската империя. В „Етнография на вилаетите Адрианопол, Монастир и Салоника“, издадена в Константинопол в 1878 година и отразяваща статистиката от 1873 година, Кичово (Kitchovo) е посочен като град с 474 домакинства с 1050 жители мюсюлмани и 360 българи.
Според статистиката на Васил Кънчов („Македония. Етнография и статистика“) към 1900 година в Кичево живеят 1200 българи християни, 3560 българи мохамедани и 84 цигани.
На Етнографската карта на Битолския вилает на Картографския институт в София от 1901 година Кичево е представено като център на каза в Битолския санджак с 1030 къщи, от които 180 къщи български, 800 къщи помашки (български мохамедански), 50 къщи албански. 170 български къщи са екзархийски, а 10 патриаршистки.
В телеграми, изпратени до председателя на Парламента по спорните черкви и училища в Македония и Одринско, пише:
| „ | От 198 къщи в нашия градец, 190 са български, 7 сръбски и само 1 гъркоманска. Освен това има и 21 – влашки семейства преселенци. Правителството през миналия деспотически режим насилствено отне черквата ни и я предаде на патриаршистите, макар да бе построена от нас българите, и в която се черкуваха и близките села: Ращане, Сърбияни и Осой, които възлизат, на около 120 къщи. С отнимането черквата цели 310 семейства са лишени от възможност да се молят Богу. На всички наши оплаквания против тая въпиюща неправда, деспотическото правителство не обърна никакво внимание. Днес, обаче, когато се провъзгласи конституцията, която е едничката гаранция за благоденствието на всичките народности, които носят името отоманци, и днес, когато се отваря Парламентът, предназначен да туря край на несносното положение на всички угнетени, очите на всички са обърнати към това свято заседание, Парламента, който ще узакони правдата, и по този начин ще се постигне истинското благоденствие в тази измъчена страна. От името на всичкото българско население молим почит[аемия] Парламент за възвръщането черквата и манастира на законните им притежатели. От името на махаленците във Варош (Кичево) Кметове: Г. Якимов и П. Апостолов | “ |

| „ | През миналия тиранически режим гръцкият митрополит заграби къщата и градината, намирающи се в града, които са собственост на Българската митрополия. Манастирът, който ги притежава с редовен крепостен акт, най-редовно е плащал, плаща и днес нужния данък. Понеже с обявяването на конституцията настъпва и епохата за премахванията на всякакви неправди и своеволия, молим да се направи потребното за възвръщането на заграбените ни имоти на вакъфа. Настоятел на манастира Архимандрит Софроний | “ |

Към началото на ХХ век Кичевското землище обхваща 80 села, които според местоположението си образуват местностите Капачка, Горно Кичево, Рабетин кол и Долно Кичево. От тези села 47 са чисто български, 6 чисто помашки, 7 смесени с помаци, 8 смесени с албанци и 12 села чисто албански.
Почти цялото християнско население на града е под върховенството на Българската екзархия. Според митрополит Поликарп Дебърски и Велешки в 1904 година в Кичево има 21 сръбски къщи. По данни на секретаря на Екзархията Димитър Мишев („La Macédoine et sa Population Chrétienne“) в 1905 година в Кичево има 1440 българи екзархисти, 32 българи патриаршисти гъркомани и 32 българи патриаршисти сърбомани. Наместник на патриаршеския митрополит сърбин Варнава Скопски е Никола Тонич.
При избухването на Балканската война в 1912 година 20 души от Кичево са доброволци в Македоно-одринското опълчение.

### В Сърбия, Югославия и Северна Македония
По време на Първата световна война, в 1918 година, български кмет на Кичево е М. Д. Чукалев.
Кичевското поле е плодородно. Тук става добра пшеница и грозде. В някои села има хубави градини с ябълки, сливи и кестени. Прочути са кичевските любеници.
Много жители на Кичево и Кичевско се изселват в град Мездра, България, където до Деветосептемврийския преврат в 1944 година съществува културно-просветно дружество, носещо името на прочутия кичевски войвода Йордан Пиперката.
Според преброяването от 2002 година Кичево има 27 067 жители.
| Националност | Всичко |
| македонци    | 15 031 |
| албанци      | 7641   |
| турци        | 2406   |
| роми         | 1329   |
| власи        | 75     |
| сърби        | 82     |
| бошняци      | 7      |
| други        | 496    |

Само на 3 km от центъра на града на склоновете на Бистра се намира известното място за излет Крушино.

## Забележителности
- Китино кале
- Кичевски манастир „Света Богородица Пречиста“
- Часовникова кула
- Старата кичевска чаршия

## Личности
В XVIII век в Кичево или в района е роден един от първите български възроженци Йоаким Кърчовски (ок. 1750 – ок. 1820), виден учител и родоначалник на българската печатна книжнина. От Кичево е водачът на албанското въстание в Дебърско от 1843 – 1844 година Цен Лека. Видни дейци на ВМОРО от Кичево са Ангел Бунгуров (1874 – 1949), Манасий Бабов (? – 1941) и Стефан Николов (1882 – ?). Владимир Полежиноски (1913 – 1980) и Борис Алексовски (1918 – 2002) са политици от Югославия, а Владимир Талески (р. 1959) и Аце Спасеновски (р. 1969) – от Северна Македония.